# Pseudochaeta pyralidis
Pseudochaeta pyralidis is een vliegensoort uit de familie van de sluipvliegen (Tachinidae). De wetenschappelijke naam van de soort werd voor het eerst geldig gepubliceerd in 1897 door Daniel William Coquillett.